# Pivovarna Laško
La birra Laško (in sloveno Laško pivo) è una birra slovena, che viene prodotta dalla Pivovarna Laško.
La birra deve il suo nome alla città in cui è situato lo stabilimento, Laško, un centro di circa 13 000 abitanti situato nella parte centro-orientale della Slovenia, a pochi chilometri dalla città di Celje.

## Storia
La birreria fu fondata nel 1825, quando il creatore Franz Geyer istituì un birrificio nell'ex Ospedale Valvasor.
La Laško era il quinto produttore di birra della Jugoslavia divenendo il primo stabilimento per produzione nel 1991.
A seguito dell'indipendenza della Slovenia e della conseguente perdita del mercato protetto dal governo della Repubblica Socialista Federale di Jugoslavia la birreria Laško ha dovuto fronteggiare un crollo delle vendite che si sono risollevate solo alla fine degli anni '90.
La birra Lasko è commercializzata prevalentemente in Slovenia, in Croazia e in Italia nelle province di Trieste, Gorizia, Udine e Padova.

## Procedimenti legali per frode commerciale
La Lasko viene commercializzata in Italia anche con il nome di Beersel Premium Lager dai negozi della catena Penny Market, nel 2014 il settimanale "Il Salvagente" in seguito ad analisi ha riscontrato che il grado Plato, la misura con cui si indica la reale concentrazione di birra nella bottiglia, è molto più basso di quello previsto dalla legge risultando una bevanda non prodotta come previsto da legge europea da fermentazione ma tramite un procedimento industriale  in cui il grado alcolico viene indotto forzando il processo di idrolizzazione. Nello stesso anno (2014) è stato avviato la denuncia contro la Pivovarna Lasko per il reato di "frode in commercio.

## Altri marchi commercializzati
- Zlatorog
- Eliksir
- Dark
- Light
- Jubilejnik
- Club
- Trim
- Malt
- Radler

La Pivovarna Laško è lo sponsor ufficiale del Košarkarski Klub Zlatorog Laško, squadra di basket della città di Laško.